# Nilüfer Gündoğan
Nilüfer Gündoğan (Nazımiye, 6 juni 1977) is een Nederlands voormalig politica. Van 31 maart 2021 tot 22 maart 2022 maakte zij als Tweede Kamerlid deel uit van de Volt-fractie. Nadien was zij een partij-onafhankelijk Kamerlid totdat ze op 5 december 2023 afscheid nam van de Tweede Kamer.

## Biografie
Gündoğan werd in Oost-Turkije geboren. Ze komt uit een alevitische familie (een mystieke stroming in de islam) met Zaza-wortels en heeft een broer en een zus. Toen ze achttien maanden oud was, kwam Gündoğan als dochter van een Turkse gastarbeider naar Nederland, waar haar vader al vijf jaar woonde. Haar vader was in Turkije leraar en werkte in Nederland in een fabriek. Gündoğan groeide op in Weert en volgde daar het vwo aan de scholengemeenschap Philips van Horne.
In 1996 verhuisde Gündoğan naar Amsterdam om geneeskunde te studeren, maar ze stopte in 2003 zonder diploma. Naar eigen zeggen kon ze de studie niet afronden vanwege haar gewelddadige vader. Gündoğan heeft verteld dat ze in september 2001 in het ziekenhuis werd opgenomen, nadat haar vader haar had proberen te doden, en dat ze vervolgens in een depressie raakte. Ze studeerde tussen 2005 en 2007 aan de Universiteit Leiden; haar studie politicologie heeft ze uiteindelijk ook niet afgerond. Gündoğan werkte tegelijkertijd als projectassistent voor de gemeente Amsterdam. Tussen 2009 en 2012 was ze bij de gemeente projectleider strategische vernieuwing. Vervolgens heeft Gündoğan gewerkt als een consultant, accountmanager en interim-manager bij verschillende organisaties. Toen ze tot Kamerlid werd verkozen, had ze een eigen consultancybureau, genaamd Nilüfer Advies.

## Politiek
Gündoğan identificeert zich als sociaal-liberaal en staat voor de liberale democratie en maatschappij. Ze waarschuwt ervoor dat er in Nederland ook aan de beginselen van de liberale democratie zou worden getornd. Volgens haar heeft de Europese Unie een te erkennen waarde om grensoverschrijdende problemen aan te pakken, waaronder "het falende migratiebeleid, de klimaatcrisis, digitale veiligheid en bedreigingen voor de liberale democratie". Nederland heeft volgens haar een kernpositie in de EU. In 2009 werd Gündoğan lid van D66 en daar doorliep ze in twee jaar het Route66-programma voor jonge leden met politieke potentie. Tussen eind 2011 en 2013 was ze lid van het bestuur van D66 Amsterdam. Ze wilde lijsttrekker van D66 in Amsterdam-Zuid worden bij de stadsdeelraadsverkiezingen van 2014, maar verloor van Sebastiaan Capel.

### Volt
Gündoğan raakte teleurgesteld in D66. Toen ze over Volt las, waarvan de Nederlandse tak in 2018 was opgericht, keerde naar eigen zeggen haar politieke enthousiasme terug. Na ongeveer tien jaar lid van D66 te zijn geweest, stapte ze in 2018 over naar Volt. Ze was nummer twee op de kandidatenlijst van Volt Nederland voor de Europese Parlementsverkiezingen 2019. De partij haalde 1,93% van de stemmen, niet genoeg voor een zetel in het Europees Parlement.
Voor de Tweede Kamerverkiezingen 2021 stond zij op plaats twee van de kandidatenlijst van Volt Nederland. Ze had zich gekandideerd voor lijsttrekker, maar deze positie ging naar Laurens Dassen in juni 2020. Volt won drie zetels en Gündoğan ontving 41.352 voorkeurstemmen, waardoor ze op 31 maart samen met Laurens Dassen en Marieke Koekkoek geïnstalleerd werd als Tweede Kamerlid. Als fractielid van Volt kreeg ze de portefeuille financiën, volksgezondheid, welzijn en sport, onderwijs, en cultuur en wetenschap toebedeeld. Ze was lid van de vaste commissies voor Defensie, voor Financiën, voor Onderwijs, Cultuur en Wetenschap en voor Rijksuitgaven. Gündoğan diende in juni 2021 een motie in om lobbyactiviteiten van de tabaksindustrie te verbieden, maar deze haalde met zeven stemmen te weinig geen meerderheid in de Tweede Kamer. Een ander voorstel van Gündoğan was om net als Frankrijk een belasting in te voeren op waardestijgingen van vastgoed bij verkoop om speculatie in te dammen en zo stijgende huizenprijzen te bestrijden.
Ze stuurde met Sjoerd Sjoerdsma (D66) een brief aan Kamervoorzitter Vera Bergkamp, waarin zij opriepen tot een gesprek met het presidium over vermeend dreigende opmerkingen door Kamerleden van Forum voor Democratie (FVD) tijdens debatten. Een van de incidenten waar ze naar verwezen had zich voorgedaan toen Gündoğan had geklaagd over intimiderende e-mails van aanhangers van DENK en FVD. Kamerlid Gideon van Meijeren (FVD) had vervolgens aangegeven er enorm trots op te zijn dat zijn achterban alles op alles zette om haar gedachten te veranderen over het overheidsbeleid rond COVID-19. Gündoğan bleef zich uitspreken tegen scheldpartijen en bedreigingen op sociale media en deed aangifte na het ontvangen van doodsbedreigingen. Ze legde de schuld hiervan met name bij rechtse populistische politici en ze noemde Geert Wilders op Twitter een "gore racist". Gündoğan bood haar excuses aan voor een Twitterbericht, waarin ze meldde dat ze Thierry Baudet dagelijks zou spuiten als er een prik tegen fascisme zou bestaan. Nadat Gideon van Meijeren in een toespraak in juli 2022 in de periode van boerenprotesten tegen stikstofbeleid had verklaard dat boeren in sommige gevallen gerechtvaardigd waren in het gebruik van geweld, kondigde Gündoğan aan aangifte te doen wegens opruiing en aanzetten tot geweld.

### Schorsing en royement
Op 13 februari 2022 werd zij door Volt geschorst als lid van de Tweede Kamerfractie. De partij verklaarde enkele meldingen in de voorgaande weken te hebben ontvangen die wezen op grensoverschrijdend gedrag, waarop een extern onderzoeksbureau werd ingeschakeld. Volt deed geen uitspraken over de aard van de aantijgingen. Twee dagen later verklaarde zij dat ze los van eender welke uitkomst van het onderzoek zou vasthouden aan haar parlementszetel. Op 18 februari kondigden haar advocaten aan dat Gündoğan een kort geding aanspande om de schorsing te beëindigen en om rectificatie en een schadevergoeding te krijgen. Volt meldde vervolgens dat ze niet meewerkte aan het externe onderzoek. Op 26 februari 2022 werd ze definitief uit de fractie gezet. Volt verklaarde tot dit besluit genoodzaakt te zijn na onderzoek naar dertien meldingen uit alle lagen van de partij van volgens Volt grensoverschrijdend gedrag. De meldingen varieerden volgens de partij van "handtastelijkheden en ongewenste seksuele avances tot intimidatie en misbruik van positie". Naar aanleiding hiervan deed Gündoğan dezelfde dag nog aangifte tegen partijleider Dassen, de vereniging Volt en de dertien anonieme melders vanwege smaad en laster.
De rechtbank vonniste op 9 maart 2022 dat Volt per direct alle tegen Gündoğan genomen maatregelen ongedaan moest maken; zowel de schorsing als de beëindiging van haar fractielidmaatschap waren volgens de rechtbank onrechtmatig opgelegd en dienden per direct te worden ingetrokken. Ook moest de partij haar een voorlopige schadevergoeding van vijfduizend euro betalen. De rechtbank stelde dat in het vonnis geen antwoord wordt gegeven op de vraag of het gedrag van Gündoğan 'grensoverschrijdend' of anderszins ontoelaatbaar is geweest, maar wel dat Volt niet de juiste (eigen) procedurele regels had gevolgd.
Fractieleider Dassen bood op de dag van de uitspraak Gündoğan excuses aan en zij werd weer opgenomen in de fractie. In het NRC verscheen vervolgens een artikel waarin een aantal van de melders details gaven over de klachten, waarop het Kamerlid haar aangifte uitbreidde door er de namen van deze klagers bij te zetten. In het artikel werd Gündoğan onder meer ervan beticht op de billen van een minderjarige medewerkster te hebben geslagen, denigrerende opmerkingen richting een homoseksuele medewerker te hebben gemaakt, een alcoholprobleem te hebben en woedeaanvallen te hebben gehad. Haar reactie was dat ze dan wel een „enigszins kort lontje heeft” en ook dat ze „op een borrel wel eens te veel drinkt”, maar ze vond dat er een hetze tegen haar gaande was en noemde „het niveau van de beschuldigingen tergend treurig”. Om uit de impasse te geraken, verlangde Volt dat Gündoğan om te beginnen haar aangifte tegen de dertien melders introk. In plaats daarvan kondigde ze bij Jinek aan haar aangifte te hebben uitgebreid. Op 22 maart 2022 werd Gündoğan opnieuw uit de fractie gezet. Zes dagen later werd Gündoğan geroyeerd. Gündoğan keerde op 10 mei na bijna drie maanden van afwezigheid terug in de Tweede Kamer als leider van haar eenmansfractie Lid Gündoğan. Ze vertelde dat ze zich bezig zou houden met financiën, democratie en de rechtstaat. Enkele maanden later seponeerde het Openbaar Ministerie Gündoğans aangiftes vanwege smaad en laster. Het Gerechtshof Amsterdam vernietigde op 7 februari 2023 de eerdere uitspraak van de rechtbank en bepaalde dat Volt Gündoğan uit de fractie had mogen zetten. Het gerechtshof noemde Volts eerste persbericht over grensoverschrijdend gedrag daarentegen wel iets te prematuur en soms ongelukkig geformuleerd.
De politieke partij Volt heeft de kwestie laten onderzoeken en het 194 pagina tellende rapport openbaar gemaakt. Daarin zijn geen details van vermeend grensoverschrijdend gedrag terug te lezen. Dit wekte geen verbazing omdat Gündoğan uiteindelijk niet wilde meewerken aan het betreffende rapport. ‘Meerdere geïnterviewde personen’ gaven aan dat ze geen details over ‘het door hen beschreven ongewenste en/of grensoverschrijdende gedrag’ in het rapport terug wilden lezen. Als reden daarvoor noemden zij angst voor aangifte door Gündoğan. Zij deed eerder aangifte wegens smaad tegen de melders van vermeend grensoverschrijdend gedrag die overigens door het Openbaar Ministerie werden geseponeerd.

### Einde Kamerlidmaatschap
Op 23 augustus 2023 maakte Gündoğan bekend zich niet verkiesbaar te stellen voor een nieuwe termijn als Kamerlid. In een verklaring schreef ze die beslissing na de kabinetsval te hebben genomen, omdat ze voor een verlengd Kamerlidmaatschap een eigen partij had moeten oprichten. "In een paar maanden uit het niets een vitale en kansrijke eigen beweging uit de grond stampen, was simpelweg onmogelijk." Op 5 december nam zij afscheid als Tweede Kamerlid. Voorzitter Vera Bergkamp haalde daarbij haar uitspraak aan: "Wie denkt dat kennis duur is, weet niet wat domheid kost."

## Privéleven
Gündoğan leerde haar latere echtgenoot Bas Vogels bij D66 kennen. Enkele maanden na het begin van hun relatie in januari 2014 werd hij gediagnosticeerd met ongeneeslijke darmkanker. Ze trouwden in 2015 in Frankrijk en Gündoğan stond tijdens haar huwelijk bekend onder de naam Nilüfer Vogels. Ongeveer een half jaar na de geboorte van hun zoon kwam Bas Vogels in maart 2017 te overlijden door euthanasie. Gündoğan omschrijft zichzelf als een "cultuur-moslim" en een atheïst.